# Iowa Wolves
Die Iowa Wolves sind ein Team der NBA G-League, das in Des Moines (Iowa) beheimatet ist. Ihre Heimspiele absolvieren die Wolves in der Wells Fargo Arena.

## Geschichte
Das Team wurde 2007 im Rahmen einer Erweiterung der D-League gegründet und unter dem Namen Iowa Energy als „Farmteam“ in Des Moines angesiedelt. Zu Beginn waren die Chicago Bulls und die Miami Heat als Partner-Teams der NBA den Energy zugewiesen. 2008 wurde die Partnerschaft mit den Miami Heat allerdings beendet. Stattdessen wurden die Phoenix Suns als neues Partnerteam vorgestellt. Diese blieben bis 2011 Partner der Energy, bevor die New Orleans Hornets und die Washington Wizards neue Partner wurden. 2012 bekamen schließlich noch die Denver Nuggets das Recht, von den Energy Spieler abzuwerben oder eigene den Energy abzustellen.
Ihr erstes Spiel gewannen die Energy am 23. November 2007 mit einem 101-zu-99-Sieg gegen die Dakota Wizards. Sowohl in der Saison 2008/2009, als auch 2009/2010 konnten die Energy die Play-offs der D-League erreichen. 2011 konnten die Energy bis ins Finale der G-League Play-offs vordringen und besiegten dort die Rio Grande Valley Vipers. Es ist der erste Titel in der Geschichte des Teams.
Im Jahre 2017 wurden die Energy von den Minnesota Timberwolves aus der NBA als neues Farmteam übernommen. Die Umbenennung zu Iowa Wolves erfolgte kurz darauf für die Saison 2017/18.

## Bekannte ehemalige Spieler
| - Alando Tucker - Joel Anthony - Anthony Tolliver - Daequan Cook - Kyle Weaver | - Andrew Drevo - Shannon Brown - Michael Haynes - Mark Tyndale - Marqus Blakely |